# Kocianów
Kocianów – wieś w Polsce położona w województwie lubelskim, w powiecie opolskim, w gminie Poniatowa.
W latach 1975–1998 miejscowość administracyjnie należała do ówczesnego województwa lubelskiego.
Wieś stanowi sołectwo w gminie Poniatowa. Według Narodowego Spisu Powszechnego z roku 2011 wieś liczyła 132 mieszkańców.
Wierni Kościoła rzymskokatolickiego należą do parafii Matki Bożej Królowej Polski i św. Judy Tadeusza w Łubkach.

## Części wsi
| SIMC    | Nazwa    | Rodzaj    |
| ------- | -------- | --------- |
| 1023109 | Borek    | część wsi |
| 1023180 | Ludwinów | część wsi |

## Etymologia
Nazwa wsi pochodzi od imienia Kasjan, znanego w Polsce od XV wieku.

## Historia
W wieku XIX wymieniano dwie miejscowości o nazwie Kocianów:
- Kocianów (Kocyanów) wieś, w powiecie nowoaleksandryjskim, gminie Kowala, parafii Wąwolnica[a][11]. Dziś nie istnieje.
- Kocianów kolonia na gruntach dóbr Niezabitów, złożona z 2. osad w powiecie nowoaleksandryjskim, gminie Karczmiska posiadała 2 domy i 15 mieszkańców[11].